# HMS Resolution (09)
Pour les autres navires du même nom, voir HMS Resolution.
Le HMS Resolution (09) est un cuirassé de classe Revenge en service dans la Royal Navy de 1916 à 1948.

## Histoire

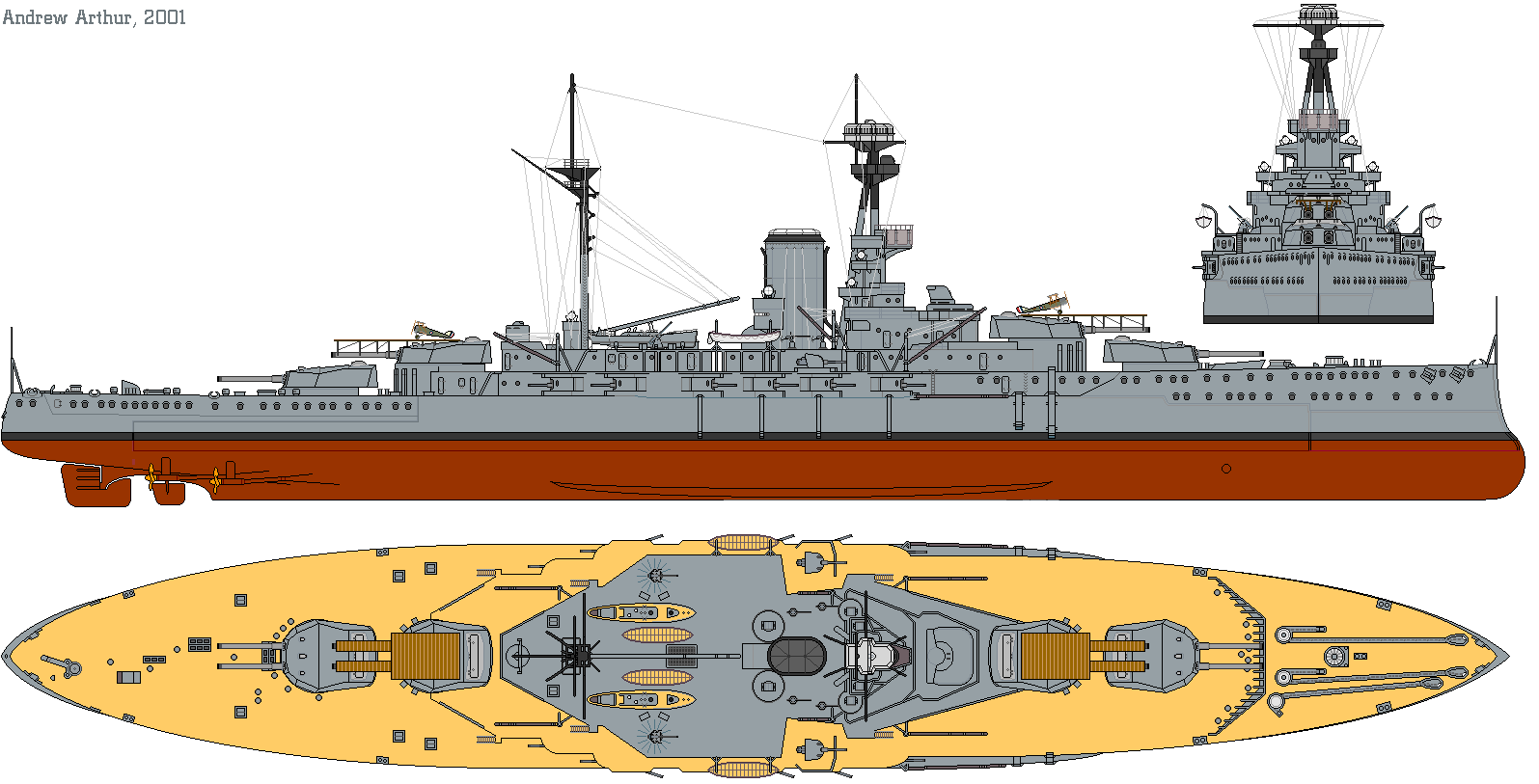
Vues d'un cuirassé de la classe Revenge.

Le HMS Resolution est mis sur cale aux chantiers Palmers Shipbuilding and Iron Company, à Jarrow le 29 novembre 1913, lancé le 14 janvier 1915, et mis en service le 30 décembre 1916.
De 1916 à 1919, le Resolution est attaché à la 1re escadre de la Grand Fleet. Dans l'entre-deux-guerres il rejoint la flotte de l'Atlantique, à l'exception d'une courte période de modernisation en 1930-1931.
Lorsque la Seconde Guerre mondiale éclate, le Resolution fait partie de la Home Fleet, et escorte des convois dans l'Atlantique (dont les convois HX 6 et HX 15). Alors qu'il participe à la bataille de Narvik en mai 1940, il est touché par une bombe à Tjeldsundet. En juin 1940, il rejoint la Force H à Gibraltar, et prend part à la bataille de Mers el-Kébir, le 3 juillet 1940, dans le cadre de l'opération Catapult.
En septembre 1940, le Resolution rejoint la Force M à Freetown, pour faire partie de l'opération Menace, dont les bâtiments de la Royal Navy sont commandés par Sir John Cunningham, alors vice-amiral. Il bombarde les bâtiments français lors de la bataille de Dakar, du 23 au 25 septembre 1940. Le dernier jour, il est torpillé par le sous-marin français Bévéziers et est sérieusement endommagé. Il est touché de quatre torpilles et ne doit son salut qu'à ses cloisons étanches et à la mise à la mer de tout ce qui l'alourdit (munitions...)
Après plusieurs mois de réparation aux États-Unis, il appareille en février 1942 pour Colombo, et sert dans l'océan Indien en 1942 et en 1943. Il revient en Grande-Bretagne en septembre 1943 où il est utilisé en 1944 comme bateau école pour les mécaniciens et les chauffeurs, au centre d'instruction HMS Impérieuse.
Le 5 mai 1948, il est vendu pour la ferraille à Faslane.
De 1933 à 1935, le futur Premier Lord de la Mer Sir John Cunningham servit à bord en tant que capitaine de pavillon de l'amiral Sir William Wordsworth Fisher, commandant-en-chef de la flotte de Méditerranée.